# Bitva o Doněc

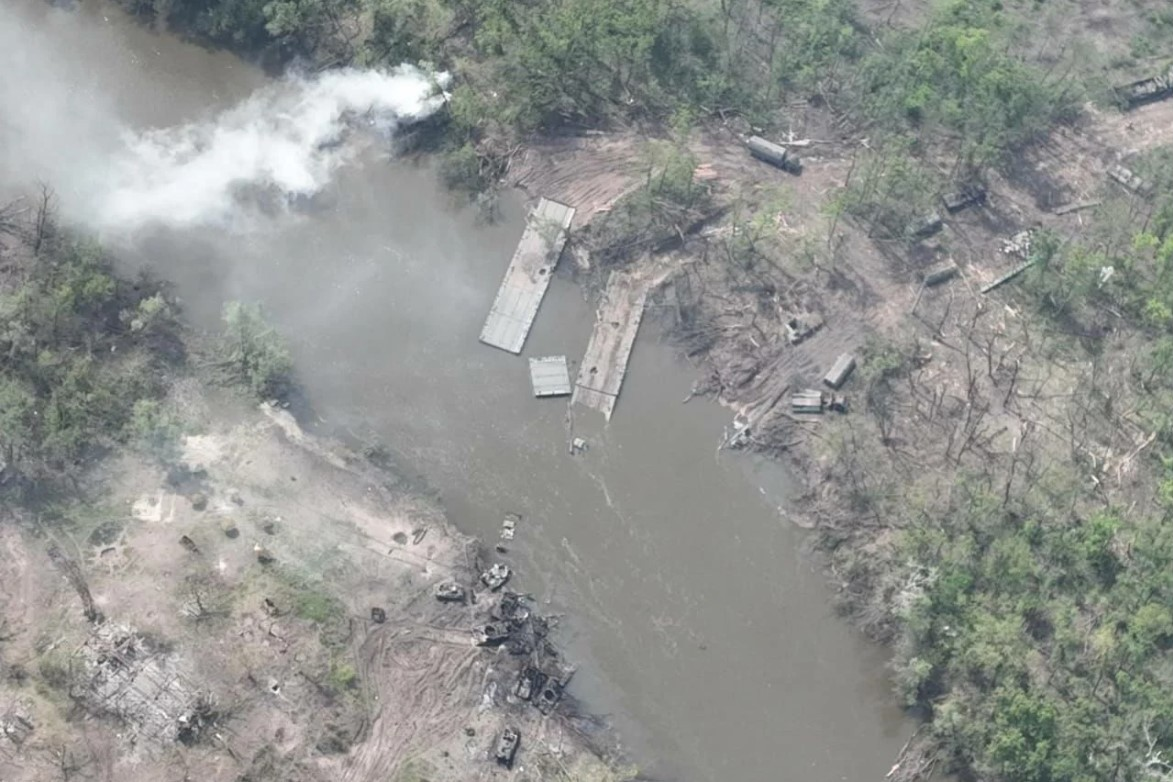
Zničený ruský most a bojová vozidla u Bilohorivky

Bitva o Doněc byla vojenské střetnutí Ukrajiny a Ruské federace během bitvy o Donbas v rámci ruské invaze na Ukrajinu. Skončila odražením ruského útoku přes řeku Ukrajinci, přičemž se jednalo o největší vítězství Ukrajinců na východní frontě, kde mají jinak, na rozdíl od jižní, převahu Rusové.

## Bitva
Cílem Rusů bylo obklíčení 40 000 Ukrajinců v severodoněckém výběžku, čemuž bránila řeka Severní Doněc. Brzy ráno 5. května ruská vojska po dělostřeleckém bombardování překročila řeku u Dronivky, kde je zastavily dva tanky ukrajinské 30. mechanizované brigády.
Dne 8. května Rusové postavili pontonový most v Bilohorivce, po němž chtěli přepravit tisíce vojáků, tanky a další vozidla. Ukrajinci zde poslali 17. tankovou brigádu. Ruská vojska zde shodila kouřové granáty, na což Ukrajinci reagovali vysláním dronů, které našly most. Ten byl ukrajinským letectvem a dělostřelectvem zničen nejpozději 10. května. Podle ukrajinských zdrojů bylo ze 70 ruských vozidel při tomto přechodu 30 zničeno a 40 vyřazeno z provozu ukrajinskou palbou. Jen u Bilohorivky Ukrajinci zničili celkem čtyři mosty.
Poslední most byl mezi Bilohorivkou a Serebriankou postaven 12. května a také byl zničen, poslední ruští vojáci se stáhli 13. května.

## Po bitvě
Rusové neúspěch u Donce nahradili postupem z Popasny, který donutil Ukrajince stáhnout se z Lysyčansku. Mezi 28. a 30. červnem ruské síly, armáda Luhanské lidové republiky a čečenští kadyrovci dobyli město Privillia a později během pádu Lysyčansku i Bilohorivku, kterou se Ukrajinci poté neúspěšně pokusili osvobodit 17. června. Město bylo osvobozeno až 19. září po charkovské protiofenzívě.